# Michael Zondi
Michael Gagashe Zondi (* 10. März 1926 in Ngome (Greytown District, heute: Umvoti Local Municipality), Provinz Natal; † 15. März 2008 in Pietermaritzburg) war ein südafrikanischer Holzbildhauer und Lehrer.

## Leben und Werk
Zondi, ältestes von sechs Kindern eines Landarbeiters, der viel mit Holz arbeitete, verbrachte seine Kindheit in der Missionsstation der Schwedisch-lutherischen Kirche in Mtulwa (Natal) und besuchte die High School in Kranskop (Natal). Seit 1941 erlernte er das Handwerk des Tischlers und Zimmerers auf der schwedischen Missions-Gewerbeschule in Dundee (Natal) unter Anleitung des Architekten Einar Andreas Magni. Mit 25 Jahren begann er mit künstlerischen Arbeiten als Holzbildhauer. Zeitweise lebte er vom Bau von Möbeln und schloss dann eine Lehrerausbildung ab. Seit 1949 arbeitete er als Gewerbelehrer für Holzarbeiten an der Schwedischen Missionsschule. In den späten 1950er Jahren studierte er Kunst an der Universität von Natal in Pietermaritzburg. Künstlerisch beeinflusst wurde er von der Künstlerin Sr. Pientia  Selhorst. 
Zondi entwarf und erbaute die Kapelle des Missionshospitals in Appelsbosch (Natal), deren technischer Manager er war, fertigte das Kruzifix und gestaltete den Raum aus. Von 1967 bis 1972 war er im öffentlichen Dienst in Projekten zur Förderung von Landwirtschaft und Handwerk. Ab 1972 war er als freischaffender Künstler tätig. 1992 erlitt er einen Schlaganfall, wodurch er arbeitsunfähig wurde. Er starb 2008 an den Folgen eines weiteren Schlaganfalls. Seine Holzskulpturen befinden sich u. a. in den Iziko Art Collections in Kapstadt.

## Ausstellungen (Auswahl)
- 1961 Republic Day Exhibition (Gruppenausstellung)
- 1962 DAM (Black Artists)
- 1963 Venedig (Biennale)
- 1966 Venedig (Biennale)
- 1975 Königliches Museum für Zentral-Afrika, Tervuren, Belgien (Zulu Art)
- 1975 Nedbank Gallery, Johannesburg (zusammen mit David Koloane)
- 1977 National Gallery of Rhodesia, Salisbury (SAArt)
- 1978 Französische Botschaft in Südafrika (Roots of Heritage)
- 1981 Jabulani Standard Bank, Soweto (Black Art Today)

## Werke
- The Fountain, The Prophet (beide in der Durban Art Gallery)
- Meditate (1986)
- Khwela/Flute Player (1989)
- Mqaphale (1987)
- Woman in Ecstasy (South African National Gallery in Kapstadt)